# Rama faríngea del nervio vago
La rama faríngea del nervio vago, el nervio motor principal de la faringe, surge de la parte superior del ganglio nodoso y consiste principalmente en filamentos de la porción craneal del nervio accesorio. 
Pasa a través de la arteria carótida interna hasta el borde superior del músculo constrictor faríngeo medio, donde se divide en numerosos filamentos, que se unen con ramas del glosofaríngeo, simpático, y laríngeo externo para formar el plexo faríngeo. 
Desde el plexo, las ramas se distribuyen a los músculos y la membrana mucosa de la faringe (excepto el estilofaríngeo, que está inervado por el nervio glosofaríngeo (CN IX)) y los músculos del velo del paladar , excepto el músculo tensor del velo del paladar, que es inervado por el nervio del músculo tensor del velo del paladar, una rama del nervio al pterigoideo medial (que a su vez es una rama del nervio mandibular - CNV / 3). Un filamento diminuto desciende y se une al nervio hipogloso a medida que se enrolla alrededor de la arteria occipital. 